# Thomas Jones Rogers
Thomas Jones Rogers (* 1781 in Waterford, Irland; † 7. Dezember 1832 in New York City) war ein irisch-amerikanischer Politiker. Zwischen 1818 und 1824 vertrat er den Bundesstaat Pennsylvania im US-Repräsentantenhaus.

## Werdegang
Im Jahr 1784 kam Thomas Rogers mit seinen Eltern aus seiner irischen Heimat nach Easton in Pennsylvania. Später absolvierte er eine Lehre im Druckerhandwerk. Zwischen 1805 und 1814 gab er die Zeitung Northampton Farmer heraus. Politisch wurde er Mitglied der Demokratisch-Republikanischen Partei. Nach dem Rücktritt des Abgeordneten John Ross wurde Rogers bei der fälligen Nachwahl als dessen Nachfolger in das US-Repräsentantenhaus in Washington, D.C. gewählt, wo er am 3. März 1818 sein neues Mandat antrat. Nach drei Wiederwahlen konnte er bis zu seinem Rücktritt am 20. April 1824 im Kongress verbleiben. Dort vertrat er zunächst den sechsten und ab 1823 den achten Wahlbezirk seines Staates.
Zwischen 1826 und 1832 war Thomas Rogers Kurator des Lafayette College. In den Jahren 1828 bis 1830 war er auch Urkundsbeamter im Northampton County. Außerdem wurde er Brigadegeneral der Staatsmiliz. Schließlich wurde er noch zum Naval Officer der Bundesregierung für den Hafen von Philadelphia ernannt. Er starb am 7. Dezember 1832 in New York. Sein Sohn William (1820–1899) wurde Kongressabgeordneter für den Staat New York.